# Ecce Homo (Caravaggio)
Ecce Homo es un cuadro de Caravaggio, que data de 1604. Forma parte del conjunto que el pintor dedica a la Pasión de Cristo. Fue ganadora de un concurso convocado por el arzobispo de Florencia, y es de estilo barroco. Nuevamente se refleja una crudeza en los ojos de Cristo, flanqueado por un guardia y por Poncio Pilato. Este último lanza una mirada al pueblo sediento de sangre, suplicando le dejen perdonar al reo. El resultado es por todos conocido. Se encuentra en la galería del Palazzo Bianco de Génova (Italia).
La atribución de la pintura al maestro lombardo no es unánime entre los especialistas.